# Thergothon
Thergothon – fiński zespół wykonujący funeral doom metal. Powszechnie uważany jest za pierwszy zespół funeral doomowy. Tempo muzyki oscyluje wokół 30 BPM. Zespół wykorzystywał klawisze, co nadawało piosenkom melancholijne, depresyjne brzmienie, ekstremalne nawet dla tego gatunku.

## Historia
Zespół został założony w 1990 r. Na początku 1991 nagrali pierwsze demo – Dancing in the Realm of Shades, które nigdy nie zostało oficjalnie wydane. W listopadzie tegoż roku powstało kolejne demo: Fhtagn-nagh Yog-Sothoth, które sprawiło, że zespół zaistniał na scenie doom metalowej. Demo Fhtagn-nagh Yog-Sothoth było jeszcze trzykrotnie wznawiane przez Eibon Records (1992 i 2005) oraz Painiac Records (2006). W roku 1994 zespół wydał jedyny longplay – Stream from the Heavens (Avantgarde Music). Reedycje wychodziły trzykrotnie, w latach: 2000, 2004 i 2009. Oficjalnie zespół przestał istnieć w roku 1993.

## Dyskografia
- Dancing in the Realm of Shades (1991, niewydane oficjalnie)
- Fhtagn-nagh Yog-Sothoth (1991, Demo)
- Stream from the Heavens (1994, CD, Avantgarde)